# 観音寺市のりあいバス
観音寺市のりあいバス（かんおんじしのりあいバス）は、香川県観音寺市で運行しているコミュニティバス。

## 概要
旧観音寺市が運行していた銭形のりあいバス、旧三豊郡大野原町が運行していた町内巡回バスなどを拡充し、更に伊吹島路線を開設したもの。
- 運賃は1乗車100円。小学生未満は無料。
- 1000円で11回乗車が可能な回数券を市役所や支所、車内で販売している。
- 毎週日曜日と年末年始（12月29日 - 1月3日）は運休する。ただし伊吹線のみ土日祝日も運休となる。
- フリー乗降が可能。ただし国道11号上では指定場所以外の乗降を禁止している。伊吹線では道幅の狭い所では乗降できない。
- 伊吹島の伊吹線は軽自動車（定員3名）で運行する[1]。なお香川県内において、島全体を行政単位としない離島で自治体が公共交通機関を運営するのは、本島（丸亀市）に次いで2例目となる。

運行委託事業者は次の通り。
1. 内循環線：河田タクシー
2. 外循環線：豊浜運輸興業
3. 粟井姫浜線：観音寺市シルバー人材センター
4. 五郷高室線：観音寺市シルバー人材センター
5. 箕浦観音寺線：観音寺市シルバー人材センター

## 沿革
- 2000年（平成12年）2月15日 - （旧）観音寺市が「銭形のりあいバス」の運行を開始。
- 2002年（平成14年）5月9日 - 三豊郡大野原町が巡回バスの運行を開始。
- 2005年（平成17年）10月11日 - （旧）観音寺市と三豊郡大野原町・豊浜町が対等合併し、（新）観音寺市が発足。（新）観音寺市が銭形のりあいバスと巡回バスを継承。
- 2006年（平成18年）10月1日 - 観音寺市のりあいバスとして3路線を運行開始[2][3]。当初はコミュニティバスとしては珍しく日曜日も運行しており、また市内循環線は観音寺コース、五郷高室線は大野原コース、箕浦観音寺線は豊浜コースとそれぞれ称していた。
- 2007年（平成19年）6月29日 - 伊吹島で伊吹線が運行開始[4]。
- 2009年（平成21年）6月1日 - 日曜日が運休となる。

## 路線
- 市内循環線
  - 観音寺市役所 - 観音寺駅 - 元町 - 観音寺港 - 元町 - 観音寺駅 - 出作 - 運動公園正門 - 中出 - 観音寺駅 - 観音寺市役所
  - 観音寺市役所 - 常磐小学校 - 池之尻郵便局 - 運動公園正門 - 山王 - 三豊総合病院 - 山王 - 運動公園正門 - 池之尻郵便局 - 常磐小学校 - 観音寺市役所（ - 観音寺港 - 観音寺市役所）
- 粟井姫浜線
  - 谷口 - 出晴 - 粟屋 - 吉岡本村 - 上市 - 観音寺郵便局 - 観音寺駅 - 山田産業団地 - 三豊総合病院
- 五郷高室線
  - 田野々 - 海老済 - 丸井北 - 下木屋 - 大野原支所 - 萩の湯 - 豊浜駅 - 三豊総合病院 - 五軒屋 - 昭和 - 観音寺駅 - 観音寺市役所 - 観音寺駅 - 琴弾公園 - 室本港～高屋明下 - 観音寺市役所
- 箕浦観音寺線
  - 道の駅とよはま - 箕浦 - 大坪 - 豊浜支所 - 五軒屋 - 三豊総合病院 - 豊浜駅 - 萩の湯 - 大野原支所 - 観音寺駅 - 観音寺郵便局 - 上市 - 観音寺市役所
- 伊吹線
  - 伊吹真浦港 - 荒神社 - 伊吹八幡神社 - 伊吹小学校 - 伊吹真浦港
  - 伊吹真浦港 - 北浦六地蔵 - 荒神社 - 伊吹八幡神社 - 伊吹小学校 - 伊吹真浦港

## 鉄道との接続
- 予讃線
  - 観音寺駅 - 市内循環線・粟井姫浜線・五郷高室線・箕浦観音寺線
  - 豊浜駅 - 五郷高室線・箕浦観音寺線

## ロープウェイとの接続
- 雲辺寺ロープウェイ
  - 山麓駅 - 五郷高室線「谷上（教育センター）」下車徒歩40分（約3km）

## 連絡船との接続
- 伊吹島航路
  - 観音寺港 - 市内循環線
  - 真浦港（伊吹島） - 伊吹線